# 썸벨리나
《썸벨리나》(Don Bluth's Thumbelina)는 아일랜드에서 제작된 돈 블루스, 게리 골드먼 감독의 1994년 애니메이션, 가족, 드라마, 판타지 영화이다. 조디 벤슨 등이 주연으로 출연하였고 돈 블루스 등이 제작에 참여하였다.

## 출연

### 주연
- 조디 벤슨
- 지노 콘포티
- 바바라 쿡
- 윌 라이언
- 준 포레이
- 케네스 마스
- 게리 임호프

### 조연
- 조 린치
- 차로
- 대니 만
- 켄들 커닝햄
- 길버트 갓프리드
- 팻 뮤직
- 닐 로스
- 캐롤 채닝
- 존 허트

## 기타
- 원작자: 안데르센
- 주제가: 베리 매닐로우